# Близько півночі
«Опівнічний джаз» «Приблизно опівночі» (англ. Round Midnight; фр. Autour de minuit) — американо-французький музичний кінофільм 1986 року режисера Бертрана Таверньє. Фільм отримав низку національних та професійних кінопремій .

## Сюжет
Дейл Тернер (Декстер Гордон), геніальний саксофоніст, композитор, імпровізатор, — один з тих, для кого жити означає грати. Музика — його пристрасть і порятунок від жорстокості життя. Але йому, як артистові і як американцеві з темним кольором шкіри, не так-то легко жити у цьому світі. До емоційних переживань, яких вимагає служіння мистецтву, додаються стреси, що породжуються необхідністю захищати свою людську гідність у світі шоу-бізнесу і в суспільстві, де темний колір шкіри все ще ставить людину в скрутне становище.
Знайомство з Дейлом Тернером відбувається, коли вже немолодою, втомленою людиною, що втратила близьких і друзів, він все частіше звертається за допомогою до алкоголю. У гонитві за популярністю він перетинає океан, опиняється в Парижі, де випадково знайомиться з молодим парижанином Франсуа (Франсуа Клюзе), пристрасним прихильником його мистецтва.
Давно закоханий в звук саксофона Дейла, Франсуа переносить своє відчуття і на самого артиста. За любов і відданість Франсуа Дейл платить тим, чим і повинна розплачуватися людина, — відданістю і любов'ю.

## В ролях
- Декстер Гордон
- Франсуа Клюзе
- Габріель Гейкер /Gabrielle Haker/
- Сандра Рівз-Філіпс /Sandra Reaves-Phillips/
- Лонетт Маккі /Lonette McKee/
- Крістіна Паскаль
- Гербі Генкок
- П'єр Трабо /Pierre Trabaut/
- Фредерік Мейнінгер /Frederique Meininger/
- Боббі Гатчерсон
- Рон Картер
- Фредді Хаббард
- Ерік Лу Ланн /Eric Le Lann/
- Джон Маклафлін
- П'єр Мішло /Pierre Michelot/
- Вейн Шортер
- Палле Міккельборг /Palle Mikkelborg/
- Седар Волтон
- Медс Віндінґ /Mads Vinding/
- Тоні Вільямс
- Джон Беррі /John Berrie/
- Мартін Скорсезе

## Визнання
| Нагороди та номінації фільму Близько півночі | Нагороди та номінації фільму Близько півночі                          | Нагороди та номінації фільму Близько півночі | Нагороди та номінації фільму Близько півночі             | Нагороди та номінації фільму Близько півночі | Нагороди та номінації фільму Близько півночі |
| Рік                                          | Нагорода                                                              | Категорія                                    | Номінант                                                 | Результат                                    |                                              |
| -------------------------------------------- | --------------------------------------------------------------------- | -------------------------------------------- | -------------------------------------------------------- | -------------------------------------------- | -------------------------------------------- |
| 1986                                         | Венеційський кінофестиваль                                            | «Золотий лев»                                | Близько опівночі                                         | Номінація                                    |                                              |
| 1986                                         | Венеційський кінофестиваль                                            | Приз Пасінетті за найкращий фільм            | Близько опівночі                                         | Номінація                                    |                                              |
| 1986                                         | «Давид ді Донателло»                                                  | Найкращий іноземний актор                    | Декстер Гордон                                           | Перемога                                     |                                              |
| 1986                                         | Асоціація кінокритиків Лос-Анджелеса                                  | Найкращий актор                              | Декстер Гордон                                           | 2-ге місце                                   |                                              |
| 1986                                         | Асоціація кінокритиків Лос-Анджелеса                                  | Найкращий оператор                           | Бруно де Кайзер                                          | 2-ге місце                                   |                                              |
| 1986                                         | Асоціація кінокритиків Лос-Анджелеса                                  | Найкраща музика                              | Гербі Генкок, Декстер Гордон                             | Номінація                                    |                                              |
| 1986                                         | Спільнота кінокритиків Нью-Йорка                                      | Найкращий фільм іноземною мовою              | Близько опівночі                                         | 3-є місце                                    |                                              |
| 1987                                         | Премія «Сезар»                                                        | Найкраща музика до фільму                    | Гербі Генкок                                             | Номінація                                    |                                              |
| 1987                                         | Премія «Сезар»                                                        | Найкращий звук                               | Вільям Флаголле, Мішель Деруа, Клод Війян та Бернар Леро | Перемога                                     |                                              |
| 1987                                         | Премія «Сезар»                                                        | Найкращі декорації                           | Александр Тронер                                         | Номінація                                    |                                              |
| 1987                                         | Премія «Сезар»                                                        | Найкращий монтаж                             | Арман Псенні                                             | Номінація                                    |                                              |
| 1987                                         | Золотий глобус                                                        | Найкраща чоловіча роль у драмі               | Декстер Гордон                                           | Номінація                                    |                                              |
| 1987                                         | Золотий глобус                                                        | Найкращий оригінальний саундтрек             | Гербі Генкок                                             | Номінація                                    |                                              |
| 1987                                         | Премія «Оскар»                                                        | Найкращий оригінальна музика до фільму       | Гербі Генкок                                             | Перемога                                     |                                              |
| 1987                                         | Премія «Оскар»                                                        | Найкращий актор головної ролі                | Декстер Городон                                          | Номінація                                    |                                              |
| 1987                                         | Премія BAFTA                                                          | Найкращий сайндтрек                          | Гербі Генкок                                             | Номінація                                    |                                              |
| 1987                                         | Премія «Боділ»                                                        | Найкращий європейський фільм                 | Близько півночі                                          | Перемога                                     |                                              |
| 1987                                         | «Срібна стрічка» Італійського національного синдикату кіножурналістів | Найкращий іноземний режисер                  | Бертран Таверньє                                         | Перемога                                     |                                              |
| 1987                                         | «Срібна стрічка» Італійського національного синдикату кіножурналістів | Найкращий іноземний актор                    | Декстер Гордон                                           | Перемога                                     |                                              |
| 1988                                         | Премія Святого Джорді (Барселона, Іспанія)                            | Найкращий іноземний актор                    | Декстер Гордон                                           | Перемога                                     |                                              |